# Apatolestes rugosus
Apatolestes rugosus är en tvåvingeart som beskrevs av Middlekauff och Lane 1976. Apatolestes rugosus ingår i släktet Apatolestes och familjen bromsar.
Artens utbredningsområde är Kalifornien. Inga underarter finns listade i Catalogue of Life.